# Sainte-Colombe-sur-Guette
Sainte-Colombe-sur-Guette è un comune francese di 49 abitanti situato nel dipartimento dell'Aude nella regione dell'Occitania.

## Società

### Evoluzione demografica
Abitanti censiti